# NHK Trophy
NHK Trophy (яп. NHK杯国際フィギュアスケート競技大会, англ.  ISU Grand Prix of Figure Skating NHK Trophy) — открытые международные соревнования по фигурному катанию, проводящиеся в Японии с 1979 года. С 1995 года включено в серию соревнований Гран-при по фигурному катанию, проходящую под эгидой ИСУ. Лучшие фигуристы мира (по рейтингу ИСУ) соревнуются в следующих видах программы: мужское и женское одиночное катание, парное фигурное катание и танцы на льду. Турнир назван по наименованию своего основного спонсора — Японской телерадиокомпании NHK (яп. 日本放送協会 Ниппон Хо:со: Кё:кай).

## Медалисты

### Мужчины
| Медалисты в мужском одиночном катании | Медалисты в мужском одиночном катании | Медалисты в мужском одиночном катании | Медалисты в мужском одиночном катании | Медалисты в мужском одиночном катании |
| ------------------------------------- | ------------------------------------- | ------------------------------------- | ------------------------------------- | ------------------------------------- |
| Год                                   | Место проведения                      | Золото                                | Серебро                               | Бронза                                |
| 1979                                  | Токио                                 | Робин Казинс                          | Фумио Игараси                         | Дэвид Санти                           |
| 1980                                  | Саппоро                               | Фумио Игараси                         | Роберт Вагенхоффер                    | Аллен Шрамм                           |
| 1981                                  | Кобе                                  | Фумио Игараси                         | Норберт Шрамм                         | Жан-Кристоф Симон                     |
| 1982                                  | Токио                                 | Скотт Хамильтон                       | Александр Фадеев                      | Гжегож Филиповский                    |
| 1983                                  | Саппоро                               | Виктор Петренко                       | Марк Ферланд                          | Том Черняк                            |
| 1984                                  | Токио                                 | Александр Фадеев                      | Брайан Орсер                          | Брайан Бойтано                        |
| 1985                                  | Кобе                                  | Брайан Бойтано                        | Брайан Орсер                          | Виктор Петренко                       |
| 1986                                  | Токио                                 | Анжело Д'Агостино                     | Макото Кано                           | Филипп Ронколи                        |
| 1987                                  | Кусиро                                | Кристофер Боумэн                      | Пол Уайли                             | Макото Кано                           |
| 1988                                  | Токио                                 | Александр Фадеев                      | Пётр Барна                            | Курт Браунинг                         |
| 1989                                  | Кобе                                  | Виктор Петренко                       | Александр Фадеев                      | Курт Браунинг                         |
| 1990                                  | Асахикава                             | Виктор Петренко                       | Гжегож Филиповский                    | Вячеслав Загороднюк                   |
| 1991                                  | Хиросима                              | Гжегож Филиповский                    | Вячеслав Загороднюк                   | Алексей Урманов                       |
| 1992                                  | Токио                                 | Филипп Канделоро                      | Элвис Стойко                          | Алексей Урманов                       |
| 1993                                  | Тиба                                  | Филипп Канделоро                      | Вячеслав Загороднюк                   | Алексей Урманов                       |
| 1994                                  | Мориока                               | Тодд Элдридж                          | Филипп Канделоро                      | Вячеслав Загороднюк                   |
| 1995                                  | Нагоя                                 | Элвис Стойко                          | Игорь Пашкевич                        | Филипп Канделоро                      |
| 1996                                  | Осака                                 | Элвис Стойко                          | Илья Кулик                            | Дмитрий Дмитренко                     |
| 1997                                  | Нагано                                | Илья Кулик                            | Скотт Дэвис                           | Го Чжэньсинь                          |
| 1998                                  | Саппоро                               | Евгений Плющенко                      | Такэси Хонда                          | Андреас Власенко                      |
| 1999                                  | Нагоя                                 | Евгений Плющенко                      | Тимоти Гейбл                          | Илья Климкин                          |
| 2000                                  | Асахикава                             | Евгений Плющенко                      | Илья Климкин                          | Ли Чэнцзян                            |
| 2001                                  | Кумамото                              | Такэси Хонда                          | Джеффри Баттл                         | Иван Динев                            |
| 2002                                  | Киото                                 | Илья Климкин                          | Такэси Хонда                          | Ли Чэнцзян                            |
| 2003                                  | Асахикава                             | Джеффри Баттл                         | Тимоти Гейбл                          | Гао Сун                               |
| 2004                                  | Нагоя                                 | Джонни Вейр                           | Тимоти Гейбл                          | Фредерик Дамбье                       |
| 2005                                  | Осака                                 | Нобунари Ода                          | Эван Лайсачек                         | Дайсукэ Такахаси                      |
| 2006                                  | Нагано                                | Дайсукэ Такахаси                      | Нобунари Ода                          | Такахико Кодзука                      |
| 2007                                  | Сэндай                                | Дайсукэ Такахаси                      | Томаш Вернер                          | Стивен Карриер                        |
| 2008                                  | Токио                                 | Нобунари Ода                          | Джонни Вейр                           | Янник Понсеро                         |
| 2009                                  | Нагано                                | Бриан Жубер                           | Джонни Вейр                           | Михал Бржезина                        |
| 2010                                  | Нагоя                                 | Дайсукэ Такахаси                      | Джереми Эбботт                        | Флоран Амодьо                         |
| 2011                                  | Саппоро                               | Дайсукэ Такахаси                      | Такахико Кодзука                      | Росс Майнер                           |
| 2012                                  | Мияги                                 | Юдзуру Ханю                           | Дайсукэ Такахаси                      | Росс Майнер                           |
| 2013                                  | Токио                                 | Дайсукэ Такахаси                      | Нобунари Ода                          | Джереми Эбботт                        |
| 2014                                  | Осака                                 | Дайсукэ Мураками                      | Сергей Воронов                        | Такахито Мура                         |
| 2015                                  | Нагано                                | Юдзуру Ханю                           | Цзинь Боян                            | Такахито Мура                         |
| 2016                                  | Саппоро                               | Юдзуру Ханю                           | Нэтан Чен                             | Кейдзи Танака                         |
| 2017                                  | Осака                                 | Сергей Воронов                        | Адам Риппон                           | Алексей Быченко                       |
| 2018                                  | Хиросима                              | Сёма Уно                              | Сергей Воронов                        | Маттео Риццо                          |
| 2019                                  | Саппоро                               | Юдзуру Ханю                           | Кевин Эймоз                           | Роман Садовский                       |
| 2020                                  | Кадома                                | Юма Кагияма                           | Кадзуки Томоно                        | Лукас Цуёси Хонда                     |
| 2021                                  | Токио                                 | Сёма Уно                              | Винсент Чжоу                          | Чха Джунхван                          |
| 2022                                  | Саппоро                               | Сёма Уно                              | Сота Ямамото                          | Чха Джунхван                          |
| 2023                                  | Осака                                 | Юма Кагияма                           | Сёма Уно                              | Лукас Бричги                          |
| 2024                                  | Токио                                 | Юма Кагияма                           | Даниэль Грассль                       | Тацуя Цубои                           |

### Женщины
| Медалисты в женском одиночном катании | Медалисты в женском одиночном катании | Медалисты в женском одиночном катании | Медалисты в женском одиночном катании | Медалисты в женском одиночном катании |
| ------------------------------------- | ------------------------------------- | ------------------------------------- | ------------------------------------- | ------------------------------------- |
| Год                                   | Место проведения                      | Золото                                | Серебро                               | Бронза                                |
| 1979                                  | Токио                                 | Эми Ватанабэ                          | Лиза-Мари Аллен                       | Санди Ленц                            |
| 1980                                  | Саппоро                               | Дениз Бильманн                        | Катарина Витт                         | Мелисса Томас                         |
| 1981                                  | Кобе                                  | Кристина Вегелиус                     | Викки де Врие                         | Шарлин Вонг                           |
| 1982                                  | Токио                                 | Катарина Витт                         | Розалин Самнерс                       | Тиффани Чин                           |
| 1983                                  | Саппоро                               | Карин Хендшке                         | Симона Кох                            | Мидори Ито                            |
| 1984                                  | Токио                                 | Мидори Ито                            | Деби Томас                            | Дзюри Одзава                          |
| 1985                                  | Кобе                                  | Мидори Ито                            | Синтия Коул                           | Дзюри Одзава                          |
| 1986                                  | Токио                                 | Катарина Витт                         | Мидори Ито                            | Дзюри Одзава                          |
| 1987                                  | Кусиро                                | Катарина Витт                         | Мидори Ито                            | Тоня Хардинг                          |
| 1988                                  | Токио                                 | Мидори Ито                            | Кристи Ямагучи                        | Марина Кильманн                       |
| 1989                                  | Кобе                                  | Мидори Ито                            | Кристи Ямагучи                        | Тоня Квятковски                       |
| 1990                                  | Асахикава                             | Мидори Ито                            | Тоня Хардинг                          | Лариса Замотина                       |
| 1991                                  | Хиросима                              | Мидори Ито                            | Сурия Бонали                          | Чэнь Лу                               |
| 1992                                  | Токио                                 | Сурия Бонали                          | Кумико Коиваи                         | Юка Сато                              |
| 1993                                  | Тиба                                  | Сурия Бонали                          | Юка Сато                              | Чэнь Лу                               |
| 1994                                  | Мориока                               | Чэнь Лу                               | Тоня Квятковски                       | Дзюнко Ягинума                        |
| 1995                                  | Нагоя                                 | Чэнь Лу                               | Ханаэ Ёкоя                            | Ольга Маркова                         |
| 1996                                  | Осака                                 | Мария Бутырская                       | Тоня Квятковски                       | Юлия Воробьёва                        |
| 1997                                  | Нагано                                | Таня Шевченко                         | Мария Бутырская                       | Чэнь Лу                               |
| 1998                                  | Саппоро                               | Татьяна Малинина                      | Ирина Слуцкая                         | Елена Ляшенко                         |
| 1999                                  | Нагоя                                 | Мария Бутырская                       | Виктория Волчкова                     | Татьяна Малинина                      |
| 2000                                  | Асахикава                             | Ирина Слуцкая                         | Мария Бутырская                       | Татьяна Малинина                      |
| 2001                                  | Кумамото                              | Татьяна Малинина                      | Ёсиэ Онда                             | Елена Ляшенко                         |
| 2002                                  | Киото                                 | Ёсиэ Онда                             | Ирина Слуцкая                         | Сидзука Аракава                       |
| 2003                                  | Асахикава                             | Фумиэ Сугури                          | Елена Ляшенко                         | Ёсиэ Онда                             |
| 2004                                  | Нагоя                                 | Сидзука Аракава                       | Мики Андо                             | Елена Соколова                        |
| 2005                                  | Осака                                 | Юкари Накано                          | Фумиэ Сугури                          | Елена Ляшенко                         |
| 2006                                  | Нагано                                | Мао Асада                             | Фумиэ Сугури                          | Юкари Накано                          |
| 2007                                  | Сэндай                                | Каролина Костнер                      | Сара Мейер                            | Нана Такэда                           |
| 2008                                  | Токио                                 | Мао Асада                             | Акико Судзуки                         | Юкари Накано                          |
| 2009                                  | Нагано                                | Мики Андо                             | Алёна Леонова                         | Эшли Вагнер                           |
| 2010                                  | Нагоя                                 | Каролина Костнер                      | Рэйчел Флатт                          | Канако Мураками                       |
| 2011                                  | Саппоро                               | Акико Судзуки                         | Мао Асада                             | Алёна Леонова                         |
| 2012                                  | Мияги                                 | Мао Асада                             | Акико Судзуки                         | Мираи Нагасу                          |
| 2013                                  | Токио                                 | Мао Асада                             | Елена Радионова                       | Акико Судзуки                         |
| 2014                                  | Осака                                 | Грейси Голд                           | Алёна Леонова                         | Сатоко Мияхара                        |
| 2015                                  | Нагано                                | Сатоко Мияхара                        | Кортни Хикс                           | Мао Асада                             |
| 2016                                  | Саппоро                               | Анна Погорилая                        | Сатоко Мияхара                        | Мария Сотскова                        |
| 2017                                  | Осака                                 | Евгения Медведева                     | Каролина Костнер                      | Полина Цурская                        |
| 2018                                  | Хиросима                              | Рика Кихира                           | Сатоко Мияхара                        | Елизавета Туктамышева                 |
| 2019                                  | Саппоро                               | Алёна Косторная                       | Рика Кихира                           | Алина Загитова                        |
| 2020                                  | Кадома                                | Каори Сакамото                        | Вакаба Хигути                         | Рино Мацуикэ                          |
| 2021                                  | Токио                                 | Каори Сакамото                        | Мана Кавабэ                           | Ю Ён                                  |
| 2022                                  | Саппоро                               | Ким Йерим                             | Каори Сакамото                        | Рион Сумиёси                          |
| 2023                                  | Осака                                 | Ава Мари Зиглер                       | Линдси Торнгрен                       | Нина Пиндзарроне                      |
| 2024                                  | Токио                                 | Каори Сакамото                        | Монэ Тиба                             | Юна Аоки                              |

### Парное катание
| Медалисты в парном фигурном катании | Медалисты в парном фигурном катании | Медалисты в парном фигурном катании              | Медалисты в парном фигурном катании              | Медалисты в парном фигурном катании              |
| ----------------------------------- | ----------------------------------- | ------------------------------------------------ | ------------------------------------------------ | ------------------------------------------------ |
| Год                                 | Место проведения                    | Золото                                           | Серебро                                          | Бронза                                           |
| 1979                                | Токио                               | Ирина Воробьёва / Игорь Лисовский                | Вики Хизли / Роберт Ваггенхоффер                 | Шерил Фрэнкс / Майкл Боттичелли                  |
| 1980                                | Саппоро                             | Барбара Андерхилл / Пол Мартини                  | Мария Ди Доменико / Бёрт Лэнкон                  | Тосими Ито / Такаси Мура                         |
| 1981                                | Кобе                                | Кэйтлин Каррутерс / Питер Каррутерс              | Биргит Лоренц / Кнут Шуберт                      | Мария Ди Доменико / Бёрт Лэнкон                  |
| 1982                                | Токио                               | Барбара Андерхилл / Пол Мартини                  | Ирина Воробьёва / Игорь Лисовский                | Марина Австрийская / Юрий Квашнин                |
| 1983                                | Саппоро                             | Мануэла Ландграф / Инго Штойер                   | Сьюзан Данджен / Джейсон Данджен                 | Ольга Неизвестная / Сергей Худяков               |
| 1984                                | Токио                               | Вероника Першина / Марат Акбаров                 | Биргит Лоренц / Кнут Шуберт                      | Синтия Коулл / Марк Роусом                       |
| 1985                                | Кобе                                | Джиллиан Вахсман / Тод Ваггонер                  | Вероника Першина / Марат Акбаров                 | Дениз Беннинг / Линдон Джонстон                  |
| 1986                                | Токио                               | Елена Валова / Олег Васильев                     | Джилл Уотсон / Питер Оппегард                    | Натали Сиболд / Уэйн Сиболд                      |
| 1987                                | Кусиро                              | Елена Леонова / Геннадий Красницкий              | Джиллиан Вахсман / Тод Ваггонер                  | Кэти Кили / Джозеф Меро                          |
| 1988                                | Токио                               | Лариса Селезнева / Олег Макаров                  | Елена Бечке / Денис Петров                       | Кристи Ямагучи / Руди Галиндо                    |
| 1989                                | Кобе                                | Екатерина Гордеева / Сергей Гриньков             | Лариса Селезнева / Олег Макаров                  | Кристина Hough / Doug Лэдрит                     |
| 1990                                | Асахикава                           | Елена Бечке / Денис Петров                       | Изабель Брассер / Ллойд Айслер                   | Наталья Мишкутёнок / Артур Дмитриев              |
| 1991                                | Хиросима                            | Евгения Шишкова / Вадим Наумов                   | Радка Коваржикова / Рене Новотны                 | Марина Ельцова / Андрей Бушков                   |
| 1992                                | Токио                               | Евгения Шишкова / Вадим Наумов                   | Марина Ельцова / Андрей Бушков                   | Калла Урбански / Рокки Марвел                    |
| 1993                                | Тиба                                | Изабель Брассер / Ллойд Айслер                   | Радка Коваржикова / Рене Новотны                 | Юкико Кавасаки / Алексей Тихонов                 |
| 1994                                | Мориока                             | Марина Ельцова / Андрей Бушков                   | Радка Коваржикова / Рене Новотны                 | Манди Вётцель / Инго Штойер                      |
| 1995                                | Нагоя                               | Евгения Шишкова / Вадим Наумов                   | Манди Вётцель / Инго Штойер                      | Наталья Крестьянинова / Алексей Торчинский       |
| 1996                                | Осака                               | Дженни Мено / Тод Санд                           | Евгения Шишкова / Вадим Наумов                   | Кёко Ина / Джейсон Данджен                       |
| 1997                                | Нагано                              | Шэнь Сюэ / Чжао Хунбо                            | Дженни Мено / Тод Санд                           | Пегги Шварц / Мирко Мюллер                       |
| 1998                                | Саппоро                             | Елена Бережная / Антон Сихарулидзе               | Шэнь Сюэ / Чжао Хунбо                            | Жами Сале / Давид Пеллетье                       |
| 1999                                | Нагоя                               | Мария Петрова / Алексей Тихонов                  | Сара Абитболь / Стефан Бернади                   | Дорота Загурская / Мариуш Сюдек                  |
| 2000                                | Асахикава                           | Шэнь Сюэ / Чжао Хунбо                            | Сара Абитболь / Стефан Бернади                   | Мария Петрова / Алексей Тихонов                  |
| 2001                                | Кумамото                            | Шэнь Сюэ / Чжао Хунбо                            | Мария Петрова / Алексей Тихонов                  | Дорота Загурская / Мариуш Сюдек                  |
| 2002                                | Киото                               | Шэнь Сюэ / Чжао Хунбо                            | Дорота Загурская / Мариуш Сюдек                  | Анабелль Ланглуа / Патрис Аршетто                |
| 2003                                | Асахикава                           | Мария Петрова / Алексей Тихонов                  | Анабелль Ланглуа / Патрис Аршетто                | Дорота Загурская / Мариуш Сюдек                  |
| 2004                                | Нагоя                               | Мария Петрова / Алексей Тихонов                  | Пан Цин / Тун Цзянь                              | Дорота Загурская / Мариуш Сюдек                  |
| 2005                                | Осака                               | Чжан Дань / Чжан Хао                             | Алёна Савченко / Робин Шолковы                   | Утако Вакамацу / Жан-Себастьян Фекто             |
| 2006                                | Нагано                              | Шэнь Сюэ / Чжао Хунбо                            | Чжан Дань / Чжан Хао                             | Валери Марку / Крэг Бантин                       |
| 2007                                | Сэндай                              | Алёна Савченко / Робин Шолковы                   | Кеана Маклафлин / Рокни Брубейкер                | Джессика Дюбэ / Брайс Дэвисон                    |
| 2008                                | Токио                               | Пан Цин / Тун Цзянь                              | Рэна Иноуэ / Джон Болдуин                        | Джессика Дюбэ / Брайс Девисон                    |
| 2009                                | Нагано                              | Пан Цин / Тун Цзянь                              | Юко Кавагути / Александр Смирнов                 | Рэна Иноуэ / Джон Болдуин                        |
| 2010                                | Нагоя                               | Пан Цин / Тун Цзянь                              | Вера Базарова / Юрий Ларионов                    | Наруми Такахаси / Мервин Тран                    |
| 2011                                | Саппоро                             | Юко Кавагути / Александр Смирнов                 | Наруми Такахаси / Мервин Тран                    | Алёна Савченко / Робин Шолковы                   |
| 2012                                | Мияги                               | Вера Базарова / Юрий Ларионов                    | Кирстен Мур-Тауэрс / Дилан Москович              | Марисса Кастелли / Симон Шнапир                  |
| 2013                                | Токио                               | Татьяна Волосожар / Максим Траньков              | Пэн Чэн / Чжан Хао                               | Хань Цун / Суй Вэньцзин                          |
| 2014                                | Осака                               | Меган Дюамель / Эрик Рэдфорд                     | Юко Кавагути / Александр Смирнов                 | Юй Сяоюй / Цзинь Ян                              |
| 2015                                | Нагано                              | Меган Дюамель / Эрик Рэдфорд                     | Юй Сяоюй / Цзинь Ян                              | Алекса Симека / Крис Книрем                      |
| 2016                                | Саппоро                             | Мэган Дюамель / Эрик Рэдфорд                     | Пэн Чэн / Цзинь Ян                               | Ван Сюэхань / Ван Лэй                            |
| 2017                                | Осака                               | Суй Вэньцзин / Хань Цун                          | Ксения Столбова / Фёдор Климов                   | Кристина Астахова / Алексей Рогонов              |
| 2018                                | Хиросима                            | Наталья Забияко / Александр Энберт               | Цзинь Ян / Пэн Чэн                               | Алекса Книрим / Крис Книрим                      |
| 2019                                | Саппоро                             | Суй Вэньцзин / Хань Цун                          | Кирстен Мур-Тауэрс / Майкл Маринаро              | Анастасия Мишина / Александр Галлямов            |
| 2020                                | Кадома                              | Соревнования среди спортивных пар не проводились | Соревнования среди спортивных пар не проводились | Соревнования среди спортивных пар не проводились |
| 2021                                | Токио                               | Анастасия Мишина / Александр Галлямов            | Евгения Тарасова / Владимир Морозов              | Рику Миура / Рюити Кихара                        |
| 2022                                | Саппоро                             | Рику Миура / Рюити Кихара                        | Эмили Чан / Спенсер Хау                          | Брук Макинтош / Бенджамин Мимар                  |
| 2023                                | Осака                               | Минерва Фабьен Хазе / Никита Володин             | Лукреция Беккари / Маттео Гуаризе                | Ребекка Гиларди / Филиппо Амброзини              |
| 2024                                | Токио                               | Анастасия Метёлкина / Лука Берулава              | Рику Миура / Рюити Кихара                        | Элли Кам / Дэнни О’Ши                            |

### Танцы на льду
| Медалисты в танцах на льду | Медалисты в танцах на льду | Медалисты в танцах на льду             | Медалисты в танцах на льду             | Медалисты в танцах на льду              |
| -------------------------- | -------------------------- | -------------------------------------- | -------------------------------------- | --------------------------------------- |
| Год                        | Место проведения           | Золото                                 | Серебро                                | Бронза                                  |
| 1979                       | Токио                      | Ирина Моисеева / Андрей Миненков       | Джейн Торвилл / Кристофер Дин          | Наталья Карамышева / Ростислав Синицын  |
| 1980                       | Саппоро                    | Кэрол Фокс / Ричард Делли              | Карин Барбер / Николас Слейтер         | Лиллиан Хеминг / Мюррей Кэри            |
| 1981                       | Кобе                       | Карин Барбер / Николас Слейтер         | Наталья Карамышева / Ростислав Синицын | Яна Беранкова / Ян Бартак               |
| 1982                       | Токио                      | Елена Батанова / Алексей Соловьёв      | Кэрол Фокс / Ричард Делли              | Венди Сешинс / Стивен Уилльямс          |
| 1983                       | Саппоро                    | Елена Крыканова / Евгений Платов       | Кристина Яцугаши / Кейт Яцугаши        | Светлана Ляпина / Георгий Сур           |
| 1984                       | Токио                      | Карин Барбер / Николас Слейтер         | Елена Батанова / Алексей Соловьёв      | Джон Томас / Келли Джонсон              |
| 1985                       | Кобе                       | Марина Климова / Сергей Пономаренко    | Карин Гароссино / Род Гароссино        | Шэрон Джонс / Пол Аскхем                |
| 1986                       | Токио                      | Наталья Бестемьянова / Андрей Букин    | Сюзанн Симаник / Скотт Грегори         | Кэтрин Бек / Кристофф Бек               |
| 1987                       | Кусиро                     | Наталья Бестемьянова / Андрей Букин    | Светлана Ляпина / Георгий Сур          | Сюзан Уайн / Джозеф Друар               |
| 1988                       | Токио                      | Марина Климова / Сергей Пономаренко    | Майя Усова / Александр Жулин           | Эприл Сарджент / Расс Уитерби           |
| 1989                       | Кобе                       | Марина Климова / Сергей Пономаренко    | Оксана Грищук / Евгений Платов         | Джо Энн Борлез / Мартин Смит            |
| 1990                       | Асахикава                  | Майя Усова / Александр Жулин           | Клара Энги / Аттила Тот                | Стефания Калегари / Паскуале Камерленго |
| 1991                       | Хиросима                   | Майя Усова / Александр Жулин           | Оксана Грищук / Евгений Платов         | Стефания Калегари / Паскуале Камерленго |
| 1992                       | Токио                      | Майя Усова / Александр Жулин           | Анжелика Крылова / Владимир Фёдоров    | Софи Моньотт / Паскаль Лаванши          |
| 1993                       | Тиба                       | Оксана Грищук / Евгений Платов         | Ирина Романова / Игорь Ярошенко        | Алики Стергиаду / Юрий Разгуляев        |
| 1994                       | Мориока                    | Софи Моньотт / Паскаль Лаванши         | Татьяна Навка / Самвел Гезалян         | Марина Анисина / Гвендаль Пейзера       |
| 1995                       | Нагоя                      | Марина Анисина / Гвендаль Пейзера      | Ше-Линн Бурн / Виктор Краатц           | Анна Семенович / Владимир Фёдоров       |
| 1996                       | Осака                      | Софи Моньотт / Паскаль Лаванши         | Марина Анисина / Гвендаль Пейзера      | Ирина Романова / Игорь Ярошенко         |
| 1997                       | Нагано                     | Оксана Грищук / Евгений Платов         | Ше-Линн Бурн / Виктор Краатц           | Барбара Фузар-Поли / Маурицио Маргальо  |
| 1998                       | Саппоро                    | Марина Анисина / Гвендаль Пейзера      | Ирина Лобачёва / Илья Авербух          | Маргарита Дробязко / Повилас Ванагас    |
| 1999                       | Нагоя                      | Марина Анисина / Гвендаль Пейзера      | Ирина Лобачёва / Илья Авербух          | Маргарита Дробязко / Повилас Ванагас    |
| 2000                       | Асахикава                  | Марина Анисина / Гвендаль Пейзера      | Маргарита Дробязко / Повилас Ванагас   | Кати Винклер / Рене Лозе                |
| 2001                       | Кумамото                   | Марина Анисина / Гвендаль Пейзера      | Маргарита Дробязко / Повилас Ванагас   | Албена Денкова / Максим Ставиский       |
| 2002                       | Киото                      | Ирина Лобачёва / Илья Авербух          | Кати Винклер / Рене Лозе               | Галит Хайт / Сергей Сахновский          |
| 2003                       | Асахикава                  | Албена Денкова / Максим Ставиский      | Елена Грушина / Руслан Гончаров        | Галит Хайт / Сергей Сахновский          |
| 2004                       | Нагоя                      | Албена Денкова / Максим Ставиский      | Татьяна Навка / Роман Костомаров       | Изабель Делобель / Оливье Шонфельдер    |
| 2005                       | Осака                      | Мари-Франс Дюбрель / Патрис Лозон      | Албена Денкова / Максим Ставиский      | Анастасия Гребенкина / Вазген Азроян    |
| 2006                       | Нагано                     | Мари-Франс Дюбрель / Патрис Лозон      | Яна Хохлова / Сергей Новицкий          | Мелисса Грегори / Денис Петухов         |
| 2007                       | Сэндай                     | Изабель Делобель / Оливье Шонфельдер   | Тесса Вертью / Скотт Моир              | Яна Хохлова / Сергей Новицкий           |
| 2008                       | Токио                      | Федерика Файелла / Массимо Скали       | Натали Пешала / Фабьян Бурза           | Эмили Самуэльсон / Эван Бейтс           |
| 2009                       | Нагано                     | Мэрил Дэвис / Чарли Уайт               | Шинед Керр / Джон Керр                 | Ванесса Крон / Поль Пуарье              |
| 2010                       | Нагоя                      | Мэрил Дэвис / Чарли Уайт               | Кэйтлин Уивер / Эндрю Поже             | Майя Шибутани / Алекс Шибутани          |
| 2011                       | Саппоро                    | Майя Шибутани / Алекс Шибутани         | Кэйтлин Уивер / Эндрю Поже             | Елена Ильиных / Никита Кацалапов        |
| 2012                       | Мияги                      | Мэрил Дэвис / Чарли Уайт               | Елена Ильиных / Никита Кацалапов       | Майя Шибутани / Алекс Шибутани          |
| 2013                       | Токио                      | Мэрил Дэвис / Чарли Уайт               | Анна Каппеллини / Лука Ланотте         | Майя Шибутани / Алекс Шибутани          |
| 2014                       | Осака                      | Кэйтлин Уивер / Эндрю Поже             | Ксения Монько / Кирилл Халявин         | Кейтлин Гаваек / Жан-Люк Бэйкер         |
| 2015                       | Нагано                     | Майя Шибутани / Алекс Шибутани         | Екатерина Боброва / Дмитрий Соловьёв   | Мэдисон Хаббелл / Захари Донохью        |
| 2016                       | Саппоро                    | Тесса Вертью / Скотт Моир              | Габриэла Пападакис / Гийом Сизерон     | Анна Каппеллини / Лука Ланотте          |
| 2017                       | Осака                      | Тесса Вертью / Скотт Моир              | Медисон Хубелль / Захари Донохью       | Анна Каппеллини / Лука Ланотте          |
| 2018                       | Хиросима                   | Кейтлин Гавайек / Жан-Люк Бейкер       | Тиффани Загорски / Джонатан Гурейро    | Рейчел Парсонс / Майкл Парсонс          |
| 2019                       | Саппоро                    | Габриэла Пападакис / Гийом Сизерон     | Александра Степанова / Иван Букин      | Шарлен Гиньяр / Марко Фаббри            |
| 2020                       | Кадома                     | Мисато Комацубара / Тим Колето         | Рикако Фукасэ / Эитю Тё                | Кана Мурамото / Дайсукэ Такахаси        |
| 2021                       | Токио                      | Виктория Синицина / Никита Кацалапов   | Мэдисон Чок / Эван Бейтс               | Лайла Фир / Льюис Гибсон                |
| 2022                       | Саппоро                    | Лоранс Фурнье-Бодри / Николай Сёренсен | Мэдисон Чок / Эван Бейтс               | Кэролайн Грин / Майкл Парсонс           |
| 2023                       | Осака                      | Лайла Фир / Льюис Гибсон               | Шарлен Гиньяр / Марко Фаббри           | Эллисон Рид / Саулюс Амбрулявичюс       |
| 2024                       | Токио                      | Мэдисон Чок / Эван Бейтс               | Кристина Каррейра / Энтони Пономаренко | Эллисон Рид / Саулюс Амбрулявичюс       |